# ЛК-7
ЛК-7 — советский прицепной льноуборочный комбайн, работающий с трактором СХТЗ-НАТИ. Начал выпускаться в 1948 году.

## Создание
ЛК-7 создан под руководством А. С. Маята и А. С. Моисеева ещё до войны. На 1941 год было запланировано изготовление опытной партии в количестве 20 штук на Люберецком заводе, но с началом войны завод занялся оборонной продукцией. После войны работа над ЛК-7 продолжилась. В 1948 году ЛК-7 пошёл в серийное производство, а его создатели награждены Сталинской примией второй степени — Шлыков М. И., Маят А.С.

## Работа
Во время работы ЛК-7 одновременно теребит стебли льна, очёсывает головки и вяжет лён шпагатом в снопы очёсанной соломки. После сбрасывания на землю снопы увозятся для расстила или мочки. Полученный после очёсывания ворох, состоящий из семян, головок, путанины и прочих примесей, комбайн собирает в мешки.
Комбайн рекомендуется использовать после хорошей предпосевной подготовки полей, посева льна рядовой сеялкой, хорошего ухода за посевами, на участках площадью больше 1 га. ЛК-7 намного лучше работает на ровных полях с равномерным стеблестоем льна и низкой его засорённостью.